# Литовиж
Литовиж — деревня в Печорском районе Псковской области России. Входит в состав сельского поселения «Круппская волость».
Расположена на севере района на берегу Псковского озера, в 9 км к юго-востоку от волостного центра, деревни Крупп. На севере примыкает деревня Песок, юго-восточнее — Кривск.

## Население
Численность населения деревни составляет 28 жителей (2000 год).
| 2001 | 2002 | 2010 |
| ---- | ---- | ---- |
| 28   | ↘26  | ↘18  |